# Transtorno de desenvolvimento de linguagem
O Transtorno do Desenvolvimento da Linguagem, também conhecido como TDL, consiste em uma dificuldade persistente em adquirir e desenvolver a sua própria língua, ocasionando impactos na vida diária no âmbito psicossocial, emocional e acadêmico, sem justificativa biomédica para o quadro (BISHOP et al, 2017).
As dificuldades pertinentes ao TDL  podem estar concentradas em domínio expressivo e/ou receptivo da linguagem nos subsistemas de pragmática (dificuldade em se envolver em conversas, habilidade narrativa e discurso), léxico- semântico (vocabulário pobre, dificuldade em encontrar palavras e impactos nos sistemas conceituais), morfossintaxe (dificuldades na organização e estruturação de frases, uso de flexões adequadas, compreensão de enunciados e ordens), fonologia (representação dos sons da fala), memória e aprendizagem verbal. 
As manifestações do TDL são extremamente heterogêneas, impactando funcionalmente no dia a dia desses sujeitos, justificando necessária intervenção direcionada aos prejuízos identificados (LANCASTER et al, 2018). Isso significa que as dificuldades não são transitórias e de forma nenhuma haverá recuperação sem intervenção direcionada com equipe composta por fonoaudiólogos especialistas em linguagem e demais profissionais de áreas afins, o que traz impactos acadêmicos, emocionais e coexistências comuns ao TDL (psicólogos, psicopedagogos, terapeutas educacionais, educadores físicos, musicoterapeutas).
Crianças e adolescentes TDL tem maior risco de fracasso escolar, já que os desafios linguísticos enfrentados nesse ambiente são diários. A linguagem conduz o desenvolvimento do ser e reflexos podem ser observado em aspectos fora do domínio da linguagem e persistem em fases mais avançadas do desenvolvimento.
Existem importantes impactos emocionais e psicossociais relacionados ao TDL que pode perdurar até a vida adulta (CONTI-RAMSDEN et al, 2018), indicando ser uma urgência em saúde pública. Há relação positiva entre TDL e risco maior para depressão, ansiedade e inclusive manifestações psiquiátricas mais severas como esquizofrenia (MOURIDSEN, 2008).
O TDL acomete de 7-9% da população infantil (NORBURY et al, 2016, WU et al. 2023), representando alta prevalência, principalmente se comparado a demais transtornos amplamente divulgados como TEA e TDAH. Entretanto, há desconhecimento público e profissional acerca do TDL e a amplitude de consequências para a vida de crianças e adolescentes (KIM et al 2022, THORDARDOTHIR et al, 2021), o que torna mais difícil o avanço de pesquisas e políticas públicas que permitam maior acesso aos serviços destinados a esse público. Atualmente a estimativa é que nem 20% das crianças com TDL são atendidas em serviços especializados (MCGREGOR, 2020), isso se for considerado o panorama da literatura internacional que traz esses dados. É provável que o acesso em âmbito nacional se dê de forma ainda mais reduzida.
O Transtorno do Desenvolvimento da Linguagem é um quadro que impacta no neurodesenvolvimento do indivíduo e ainda pode trazer consequências para o convívio social. O desconhecimento acerca e a ausência de políticas públicas infere desfechos desfavoráveis. 